# Aires protégées de Bosnie-Herzégovine
Selon la Loi sur la protection de la nature (Zakon o zaštiti prirode) promulguée en 1965, les aires protégées de Bosnie-Herzégovine sont réparties en 9 catégories : les réserves naturelles intégrales, les réserves naturelles gérées, les parcs nationaux, les réserves spéciales, les réserves de paysages naturels, les espèces de plantes, les espèces animales, les monuments naturels et les monuments commémoratifs. En 2003, la catégorie des monuments naturels commémoratifs a disparu et, en 2008, celle des parcs naturels a été créée.
Sur le plan international, la World Database on Protected Areas (WDPA) répertorie 44 espaces protégés. Le pays compte également trois sites Ramsar pour la conservation des zones humides et 4 zones importantes pour la conservation des oiseaux (en abrégé ZICO ; en anglais : IBA, pour « Important Bird Area »).

## Parcs nationaux
En 2008, la Bosnie-Herzégovine comptait 3 parcs nationaux.
| Nom                        | Création/ Révision | Municipalités Localité | Superficie (ha) | Catégorie UICN | ID. WDPA /CDDA | Photo |
| -------------------------- | ------------------ | ---------------------- | --------------- | -------------- | -------------- | ----- |
| Parc national de Sutjeska, | 1962/1965          | Foča, Gacko, Kalinovik | 17 250          | II (?)         | 1055           |       |
| Parc national de Kozara,   | 1967               | Prijedor               | 3 375           | II (?)         | 2521           |       |
| Parc national de l'Una,    | 2008               | Bihać                  | 19 800          | II (?)         | ?              |       |
| Parc national de la Drina  | 2017               | Srebrenica             | 6 315           | II (?)         | ?              |       |

## Parcs naturels
En 2008, la Bosnie-Herzégovine comptait 2 parcs naturels.
| Nom                      | Création/ Révision | Municipalités                    | Superficie (ha) | Catégorie UICN | ID. WDPA /CDDA | Photo |
| ------------------------ | ------------------ | -------------------------------- | --------------- | -------------- | -------------- | ----- |
| Hutovo blato             | 1954/1995          | Čapljina                         | 7 411           |                |                |       |
| Parc naturel de Blidinje | 1995               | Jablanica, Posušje, Tomislavgrad | 20 820          |                |                |       |

## Réserves naturelles

### Réserves naturelles intégrales
En 2003, la Bosnie-Herzégovine compte 5 « réserves naturelles intégrales » (strogi prirodni rezervati), correspondant toutes à des forêts primaires (prašume).
| Nom                      | Création/ Révision | Municipalité(s) Précision(s)           | Superficie (ha) | Catégorie UICN | ID. WDPA /CDDA | Photo |
| ------------------------ | ------------------ | -------------------------------------- | --------------- | -------------- | -------------- | ----- |
| Réserve de Perućica,     | 1954               | Foča Dans le parc national de Sutjeska | 1 434           |                | 15738          |       |
| Réserve de Lom,          | 1956               | Petrovac Sur le mont Klekovača         | 295             |                | 15740          |       |
| Réserve de Janj,         | 1954               | Šipovo                                 | 195             |                | 15739          |       |
| Réserve de Žuča-Ribnica, | 1955               | Kakanj Ribnica                         | 30              |                | 146734         |       |
| Réserve de Plješivica,   | 1961               | Bihać Sur le mont Plješivica           | 50              |                | 16462          |       |

### Réserves naturelles gérées
En 2003, la Bosnie-Herzégovine comptait 3 « réserves naturelles gérées » (upravljani prirodni rezervati), correspondant toutes les trois à des zones forestières.
| Nom                               | Création/ Révision | Municipalité(s) Précision(s)                                     | Superficie (ha) | Catégorie UICN | ID. WDPA /CDDA | Photo |
| --------------------------------- | ------------------ | ---------------------------------------------------------------- | --------------- | -------------- | -------------- | ----- |
| Réserve forestière d'Omar         | 1964               | Kneževo (Skender Vakuf)                                          | 97              |                | 16464          |       |
| Réserve forestière de Bukov Do,   | 1966               | Ljubinje                                                         | 100             |                | 15741          |       |
| Réserve forestière de Masna Luka, | 1966               | Posušje Sur le mont Čvrsnica et dans le Parc naturel de Blidinje | 100             |                | 15742          |       |

### Réserves spéciales

#### Réserves géologiques
En 2003, le pays comptait 6 réserves géologiques.
| Nom                                  | Création/ Révision | Municipalité(s) Précision(s)                 | Superficie (ha) | Catégorie UICN | ID. WDPA /CDDA | Photo |
| ------------------------------------ | ------------------ | -------------------------------------------- | --------------- | -------------- | -------------- | ----- |
| Grotte de Vjetrenica                 |                    | Ravno Zavala, sur le poljé de Popovo         |                 |                |                |       |
| Grotte de Bijambare                  | 1965               | Ilijaš Krivajevići                           | 8               |                | 179412         |       |
| Grotte de Hrustovača                 |                    | Sanski Most Vrhpolje                         |                 |                |                |       |
| Grotte de Banja Stijena              |                    | Rogatica Dans les gorges de la rivière Prača |                 |                |                |       |
| Pyramides de terre près de Miljevina |                    | Foča Miljevina                               |                 |                |                |       |
| Grotte de Lednica                    |                    | Bosansko Grahovo Resanovci                   |                 |                |                |       |

#### Réserves botaniques
En 2003, le pays comptait 5 réserves botaniques.
| Nom                                                            | Création/ Révision | Municipalité(s) Précision(s) | Superficie (ha) | Catégorie UICN | ID. WDPA /CDDA | Photo |
| -------------------------------------------------------------- | ------------------ | ---------------------------- | --------------- | -------------- | -------------- | ----- |
| Zone de tourbières avec des plantes rares sur le mont Zvijezda |                    | Vareš Mont Zvijezda          |                 |                |                |       |
| Tourbière avec des Bouleaux pubescents                         |                    | Han Pijesak Han Kram         |                 |                |                |       |
| Tourbière de Đilda                                             | 1965               | Vareš Mont Zvijezda          | 10              |                | 179422         |       |
| Zone dolomitique de Vrtaljica,                                 | 1956               | Konjic                       | 56              |                | 145442         |       |
| Mediteranetum de Klek,                                         | 1965               | Neum Péninsule de Klek       | 20              |                | 179453         |       |

Un sixième ensemble, réparti sur le territoire de 16 localités, abrite notamment des Épicéas de Serbie (Picea omorika ou Pančićeva omorika).
| Nom/ Localité      | Création/ Révision | Municipalité(s) Précision(s) | Superficie (ha) | Catégorie UICN | ID. WDPA /CDDA | Photo |
| ------------------ | ------------------ | ---------------------------- | --------------- | -------------- | -------------- | ----- |
| Gornja Brštanica   |                    | Višegrad                     |                 |                |                |       |
| Cerova Ravan       |                    | Višegrad                     |                 |                |                |       |
| Tovarnica          |                    | Višegrad                     |                 |                |                |       |
| Štule Karaule,     | 1955               |                              | 20              |                | 146746         |       |
| Božurevac,         | 1955               | Višegrad                     | 10              |                | 146738         |       |
| Veliki Stolac,     | 1955               | Višegrad                     | 40              |                | 146737         |       |
| Gostilja,          | 1955               | Višegrad                     | 50              |                | 146739         |       |
| Mehra              |                    | Rogatica Sur le mont Sjemeć  |                 |                |                |       |
| Goli Vrh           |                    | Rogatica Vratar              |                 |                |                |       |
| Panjak,            | 1955               | Rogatica Javor               | 30              |                | 146747         |       |
| Novo Brdo,         | 1955               | Rogatica Sur le mont Tesla   | 20              |                | 146740         |       |
| Strugovi,          | 1955               | Srebrenica Luke              | 30              |                | 146742         |       |
| Pliština-Igrišnik, | 1955               | Srebrenica                   | 20              |                | 146741         |       |
| Tisovljak,         | 1955               | Vlasenica                    | 10              |                | 146743         |       |
| Viogor-Šahdani,    | 1955               | Čajniče                      | 40              |                | 146744         |       |
| Sokolina,          | 1955               | Foča                         | 30              |                | 146745         |       |

#### Réserves ornithologiques
En 2003, la Bosnie-Herzégovine comptait 2 réserves ornithologiques.
| Nom             | Création/ Révision | Municipalité(s) Précision(s) | Superficie (ha) | Catégorie UICN | ID. WDPA /CDDA | Photo |
| --------------- | ------------------ | ---------------------------- | --------------- | -------------- | -------------- | ----- |
| Hutovo blato,   | 1954               | Čapljina                     | 7 411           |                | 145443         |       |
| Lac de Bardača, | 1965               | Srbac                        | 700             |                | 192996         |       |

### Réserves de paysages naturels
En 2003, la Bosnie-Herzégovine comptait 16 réserves de paysages naturels (Rezervati prirodnih predjela). Une 17e réserve a été ajoutée en 2008.
| Nom                      | Création/ Révision | Municipalité(s) Précision(s)                             | Superficie (ha) | Catégorie UICN | ID. WDPA /CDDA | Photo |
| ------------------------ | ------------------ | -------------------------------------------------------- | --------------- | -------------- | -------------- | ----- |
| Mont Trebević            | 1965               | Istočni Stari Grad, Istočno Novo Sarajevo                | 1 000           |                | 179504         |       |
| Mont Jahorina            | 1954               | Pale                                                     | 2 000           |                | 20699          |       |
| Suvajsko međugorje       | 1965               | Bosanska Krupa                                           | 50              |                | 179499         |       |
| Gorges de la Neretva     |                    | De Jablanica à Drežnica                                  |                 |                |                |       |
| Gorges de la Rakitnica   | 1965               | Entre les monts Bjelašnica et Visočica Rivière Rakitnica | 180             |                | 179442         |       |
| Gorges du Vrbas          | 1955               | Entre Jajce et Banja Luka Rivière Vrbas                  |                 |                |                |       |
| Gorge d'Ujča             | 1965               | Kladanj                                                  | 12              |                | 179446         |       |
| Gorge de Čude            | 1965               | Olovo                                                    | 14              |                | 179445         |       |
| Gorges de la Miljacka    |                    | De Pale au pont de Kozja Rivière Miljacka                |                 |                |                |       |
| Gorges du Janj           |                    | Šipovo Rivière Janj                                      |                 |                |                |       |
| Source de la Buna        |                    | Ville de Mostar Blagaj, rivière Buna                     |                 |                |                |       |
| Colline de Bašajkovac    | 1965               | Livno                                                    | 10              |                | 179409         |       |
| Paysage du mont Kruščica | 1969               | Vitez Mont Kruščica                                      | 50              |                | 16467          |       |
| Tisovac                  | 1969               | Busovača                                                 | 50              |                | 16468          |       |
| Paysage de Bistričak     | 1965               | Zenica                                                   | 20              |                | 179414         |       |
| Mont Cicelj              |                    | Čajniče Mont Cicelj                                      |                 |                |                |       |
| Bijambare                | 2003               |                                                          | 367,36          |                | 179411         |       |

### Autres
| Nom          | Statut  | Création/ Révision | Municipalités Localité | Superficie (ha) | Catégorie UICN | ID. WDPA /CDDA | Photo |
| ------------ | ------- | ------------------ | ---------------------- | --------------- | -------------- | -------------- | ----- |
| Trebeno      | Gérée   | 1954               |                        | 1 000           |                | 20705          |       |
| Rujište,     | Stricte | 1980               |                        | 100             |                | 146736         |       |
| Durmiševica, | Gérée   | 1980               |                        | 44              |                | 146735         |       |

## Espèces protégées
En 2003, la Bosnie-Herzégovine protégeait 7 espèces de plantes et 259 espèces animales, dont 257 espèces d'oiseaux.
Les 7 espèces de plantes comptaient l'Edelweiss (Leontopodium alpinium), le Rhododendron cilié (Rhododendron hirsutum), le Capillaire cheveux de Vénus (Adiantum capillus veneris), le Drosera à feuilles rondes (Drosera rotundifolia), Gentiana symphyandra, une espèce endémique, Sibirea croatica et Notholaena marantae. Parmi les espèces animales, Dolomys marakovići et le Triton alpestre (Triturus alpestris) sont plus particulièrement signalés.

## Monuments naturels

### Monuments naturels géologiques
En 2003, la Bosnie-Herzégovine comptait 9 monuments naturels géologiques, correspondant tous à des zones calcaires.
| Nom                                           | Création/ Révision | Municipalité(s) Précision(s)   | Superficie (ha) | Catégorie UICN | ID. WDPA /CDDA | Photo |
| --------------------------------------------- | ------------------ | ------------------------------ | --------------- | -------------- | -------------- | ----- |
| Zone calcaire autour de la cascade de Kravica |                    | Ljubuški Cascade de Kravica    |                 |                |                |       |
| Zone calcaire de Jajce                        |                    | Jajce                          |                 |                |                |       |
| Zone calcaire de la Sitnica                   |                    | Pale Mokro                     |                 |                |                |       |
| Zone calcaire de Jasenova                     |                    | Pale Mokro                     |                 |                |                |       |
| Zone calcaire de l'Una                        |                    | Bihać Martin Brod, rivière Una |                 |                |                |       |
| Zone calcaire de Pale                         |                    | Pale                           |                 |                |                |       |
| Zone calcaire de Crkvina                      |                    | Teslić                         |                 |                |                |       |
| Zone calcaire de Studena                      |                    | Teslić                         |                 |                |                |       |
| Zone calcaire de Čajniče                      |                    | Čajniče                        |                 |                |                |       |

### Monuments naturels géo-morphologiques
En 2003, la Bosnie-Herzégovine comptait 93 monuments naturels géo-morphologiques, parfois répartis sur plusieurs sites et regroupés dans un même ensemble.
| Nom                                            | Création/ Révision | Municipalité(s) Précision(s)                                          | Superficie (ha) | Catégorie UICN | ID. WDPA /CDDA | Photo |
| ---------------------------------------------- | ------------------ | --------------------------------------------------------------------- | --------------- | -------------- | -------------- | ----- |
| Veliko jezero,                                 | 1965               | Trnovo Sur le mont Treskavica                                         | 4               |                | 179507         |       |
| Crno jezero,                                   | 1965               | Sur le mont Treskavica                                                | 4               |                | 179421         |       |
| Bijelo jezero                                  | 1965               | Sur le mont Treskavica                                                | 3               |                | 179413         |       |
| Platno jezero                                  | 1965               | Sur le mont Treskavica                                                | 3               |                | 179483         |       |
| Trokunsko jezero                               | 1965               | Sur le mont Treskavica                                                | 1               |                | 179505         |       |
| Lac de Donje Bare                              |                    | Dans le massif de la Zelengora                                        |                 |                |                |       |
| Lac de Gornje Bare                             |                    | Dans le massif de la Zelengora                                        |                 |                |                |       |
| Bijelo jezero                                  |                    | Dans le massif de la Zelengora                                        |                 |                |                |       |
| Crno jezero                                    |                    | Dans le massif de la Zelengora                                        |                 |                |                |       |
| Štirinsko jezero                               | 1965               | Dans le massif de la Zelengora                                        | 4               |                | 179496         |       |
| Kotlaničko jezero                              |                    | Dans le massif de la Zelengora                                        |                 |                |                |       |
| Borilovačko jezero                             | 1965               | Dans le massif de la Zelengora                                        | 3               |                | 179418         |       |
| Lac de Prokoš,                                 | 1965               | Fojnica Sur le mont Vranica                                           | 12              |                | 179488         |       |
| Lac de Blidinje,                               | 1965               | Posušje Sur le mont Čvrsnica                                          | 92,40           |                | 179416         |       |
| Lac de Šator                                   | 1965               | Sur le mont Šator                                                     | 6               |                | 179493         |       |
| Lac de Borač,                                  | 1965               | Konjic Sur le mont Prenj                                              | 28              |                | 179417         |       |
| Blatačko jezero                                | 1965               | Konjic Sur le mont Bjelašnica                                         | 2               |                | 179415         |       |
| Backo jezero                                   | 1955               | Sur le mont Crvanj                                                    | 4               |                | 179408         |       |
| Lac de Dragnić                                 |                    | Šipovo Dragnić, près des sources de la rivière Pliva                  |                 |                |                |       |
| Lac d'Olići                                    |                    | Šipovo Olići                                                          |                 |                |                |       |
| Lac de Ždrimci                                 |                    | Gornji Vakuf-Uskoplje Ždrimci                                         |                 |                |                |       |
| Lac de Klinje,                                 | 1968               | Gacko                                                                 | 170             |                | 145444         |       |
| Lac de Krenica                                 |                    | Grude Drinovci                                                        |                 |                |                |       |
| Lac de Pauč                                    | 1965               | Kladanj Pauč                                                          | 12              |                | 179457         |       |
| Source de la rivière Dabar                     |                    | Sanski Most                                                           |                 |                |                |       |
| Sources de la rivière Pliva                    |                    | Šipovo Dragnić                                                        |                 |                |                |       |
| Crni izvor sur la rivière Unac,                | 1965               | Bihać Martin Brod                                                     | 0,50            |                | 179420         |       |
| Source de la rivière Paljanska Miljacka        |                    | Pale                                                                  |                 |                |                |       |
| Source de la rivière Žuča                      |                    | Kakanj                                                                |                 |                |                |       |
| Source de la rivière Janj                      |                    | Šipovo                                                                |                 |                |                |       |
| Source du Mliništak                            |                    | Jablanica                                                             |                 |                |                |       |
| Source de la rivière Klokot                    | 1965               | Bihać                                                                 | 3               |                | 179489         |       |
| Source du Tučevac                              |                    | Trebinje                                                              |                 |                |                |       |
| Source de la rivière Stavnja,                  | 1965               | Vareš                                                                 | 0,3             |                | 179492         |       |
| Source de la rivière Pridvorica                |                    | Kalinovik Ulog                                                        |                 |                |                |       |
| Source de l'Oko                                |                    | Trebinje                                                              |                 |                |                |       |
| Duman                                          |                    | Livno Source de la rivière Bistrica                                   |                 |                |                |       |
| Source du Šumet                                | 1965               | Trebinje Sur le Mokro polje                                           | 0,30            |                | 179449         |       |
| Source de Velika Voda                          | 1965               | Srebrenica Klotjevac                                                  | 0,30            |                | 179432         |       |
| Source de la rivière Ostrovica                 |                    | Bihać Kulen Vakuf                                                     |                 |                |                |       |
| Source de la rivière Sturba                    | 1965               | Livno                                                                 | 4               |                | 179491         |       |
| Source de la rivière Bastašica                 | 1965               | Drvar                                                                 | 0,40            |                | 179521         |       |
| Source de la rivière Bioštica                  | 1965               | Sokolac                                                               | 2               |                | 179427         |       |
| Source de la rivière Krušnica                  |                    | Bosanska Krupa                                                        |                 |                |                |       |
| Source de la rivière Bregava                   | 1965               | Stolac                                                                | 1,80            |                | 179428         |       |
| Vrela Tihaljine                                | 1965               | Ljubuški                                                              | 1,80            |                | 179520         |       |
| Vrelo Bunice                                   | 1965               | Ville de Mostar                                                       | 4               |                | 179429         |       |
| Vrelo Lištice                                  | 1965               | Široki Brijeg Borak                                                   | 4               |                | 179523         |       |
| Vrelo Vrištice                                 |                    | Ljubuški Vitina                                                       |                 |                |                |       |
| Voûte de pierre près de la rivière Miljacka    |                    | Istočni Stari Grad Dovlići                                            |                 |                |                |       |
| Samar près de la rivière Bistrica              |                    | Kalinovik Sijerča                                                     |                 |                |                |       |
| Kazani na rijeci Željeznici                    |                    | Trnovo Turovi                                                         |                 |                |                |       |
| Hajdučka vrata                                 | 1965               | Sur le mont Čvrsnica                                                  | 1               |                | 179426         |       |
| Cascade de Kravica                             |                    | Ljubuški Sur la rivière Trebižat                                      |                 |                |                |       |
| Cascade de Kočuša                              | 1965               | Ljubuški Sur la rivière Trebižat                                      | 3               |                | 179513         |       |
| Cascade de Šištica                             |                    | Sur la rivière Šištica, près du lac de Borač                          |                 |                |                |       |
| Cascade de Skakavac (Foča)                     |                    | Foča Dans le parc national de Sutjeska et dans la réserve de Perućica |                 |                |                |       |
| Cascade de Skakavac (Sarajevo),                | 2003               | Près de Sarajevo                                                      | 1 430,70        | III            | 179494         |       |
| Deux cascades sur la rivière Plačkovac         | 1965               | Travnik Rivière Plačkovac                                             | 4               |                | 179423         |       |
| Cascade de Bliha,                              | 1965               | Sanski Most Fajtovci                                                  | 4,5             |                | 179509         |       |
| Cascade sur la rivière Bregava                 |                    | Stolac                                                                |                 |                |                |       |
| Cascade de Bučine                              | 1965               | Ljubuški Sur la rivière Trebižat                                      | 1               |                | 179510         |       |
| Cascade sur la Sokolina                        |                    | Kotor Varoš                                                           |                 |                |                |       |
| Cascade d'Očevlje                              | 1965               | Vareš Očevlje                                                         | 0,40            |                | 179518         |       |
| Cascade sur la rivière Janj                    |                    | Šipovo                                                                |                 |                |                |       |
| Cascade de Bukva                               |                    | Šipovo Sur la rivière Janj                                            |                 |                |                |       |
| Cascade sur la rivière Kozica                  |                    | Fojnica                                                               |                 |                |                |       |
| Grande cascade sur la rivière Una              |                    | Bihać Martin Brod                                                     |                 |                |                |       |
| Milančev buk sur la rivière Una                |                    | Bihać Martin Brod                                                     |                 |                |                |       |
| Srednji buk sur la rivière Una                 |                    | Bihać Martin Brod                                                     |                 |                |                |       |
| Štrbački buk sur la rivière Una,               | 1965               | Bihać Martin Brod                                                     | 1               |                | 179497         |       |
| Rivière Mušnica                                |                    | Gacko Sur le Gatačko polje                                            |                 |                |                |       |
| Grotte de Ledenica                             |                    | Sokolac                                                               |                 |                |                |       |
| Velika pećina près de la source de la Bioštica |                    | Sokolac Source de la rivière Bioštica                                 |                 |                |                |       |
| Grotte de Snjetica                             |                    | Nevesinje Gaj                                                         |                 |                |                |       |
| Grotte de Provalija                            |                    | Nevesinje Gaj                                                         |                 |                |                |       |
| Grotte de Rušpija                              |                    | Nevesinje Biograd                                                     |                 |                |                |       |
| Grotte de Vranjača                             |                    | Nevesinje Biograd                                                     |                 |                |                |       |
| Grotte de Novakuša                             |                    | Nevesinje Sur le mont Bišina                                          |                 |                |                |       |
| Grotte de Dusina                               | 1965               | Fojnica                                                               | 0,50            |                | 179462         |       |
| Vilinska pećina                                | 1965               | Novi Travnik Sebešić                                                  | 4               |                | 179508         |       |
| Grotte de Dabar                                |                    | Sanski Most                                                           |                 |                |                |       |
| Grotte de Brateljevići                         | 1965               | Kladanj Brateljevići                                                  | 2               |                | 179475         |       |
| Grotte près de Martin Brod                     | 1965               | Bihać Martin Brod                                                     | 0,20            |                | 179465         |       |
| Grotte de Međugorje                            |                    | Sur le mont Šator                                                     |                 |                |                |       |
| Đuričina pećina                                |                    | Ilijaš Krivajevići                                                    |                 |                |                |       |
| Grotte de Glavičine                            |                    | Kalinovik Borija                                                      |                 |                |                |       |
| Grotte de Zobnjak                              |                    | Kalinovik Borija                                                      |                 |                |                |       |
| Grotte au pied du mont Vrtoč                   |                    | Fojnica Mont Vrtoč                                                    |                 |                |                |       |
| Vilina pećina près de Gornje Čičevo            |                    | Trebinje                                                              |                 |                |                |       |
| Grotte de Doli                                 |                    | Trebinje Bihovo                                                       |                 |                |                |       |
| Grotte sur l'Ilijino brdo                      |                    | Trebinje Narančići                                                    |                 |                |                |       |
| Grotte de Govještica                           |                    | Rogatica Banja Stijena                                                |                 |                |                |       |
| Grotte de Ponikva près de Vareš                |                    | Vareš                                                                 |                 |                |                |       |
| Grotte de Ljelješnica                          |                    | Bileća                                                                |                 |                |                |       |
| Velika pećina près de Fatnica                  | 1965               | Bileća Fatnica                                                        | 2               |                | 179506         |       |
| Grotte de Ponikva près de Dabar                |                    | Bileća                                                                |                 |                |                |       |
| Grotte de Brazilovka                           | 1965               | Livno Sur le mont Mali Troglav                                        | 1               |                | 179459         |       |
| Grotte de Propastva                            | 1965               | Višegrad                                                              | 2               |                | 179471         |       |
| Subotića pećina                                | 1965               | Teslić Rastuša                                                        | 4               |                | 179498         |       |
| Oberska pećina                                 |                    | Kreševo Vranci                                                        |                 |                |                |       |
| Grotte de Veliki Oklop                         | 1965               | Kreševo                                                               | 0,40            |                | 179478         |       |
| Grotte de Mali Oklop                           | 1965               | Kreševo                                                               |                 | 0,30           | 179467         |       |
| Grotte de Ševrljica                            | 1965               | Ville de Mostar Blagaj                                                | 1               |                | 179472         |       |
| Grotte de Vrelo                                | 1965               | Živinice Nevrenča                                                     | 1               |                | 179480         |       |
| Grotte de Mokra Megara                         | 1965               | Maglaj Donji Rakovac                                                  | 2               |                | 179468         |       |
| Grotte de Suha Megara                          | 1965               | Maglaj Donji Rakovac                                                  | 1               |                | 179473         |       |
| Grotte de Duman                                | 1965               | Livno                                                                 |                 | 1,50           | 179461         |       |
| Mračna pećina                                  |                    | Dans le massif de la Dinara                                           |                 |                |                |       |
| Grotte au pied de la forteresse de Đurđevac    |                    | ?                                                                     |                 |                |                |       |
| Grotte de Čukovec                              | 1965               | Kneževo (Skender Vakuf)                                               | 2               |                | 179460         |       |
| Grotte de Srednja Jurkovica                    |                    | Gradiška (Bosanska Gradiška) Srednja Jurkovica                        |                 |                |                |       |
| Grotte de Tormonjača                           | 1965               | Stolac                                                                |                 | 0,50           | 179474         |       |
| Grotte de Hardomilje                           | 1965               | Ljubuški Hardomilje                                                   | 1,50            |                | 179463         |       |
| Grotte de Vrbine                               | 1965               | Tomislavgrad Kongora                                                  | 1               |                | 179479         |       |
| Grotte de Vrpeć                                | 1965               | Konjic Bjelimići                                                      | 0,40            |                | 179481         |       |
| Mijatova pećina                                | 1965               | Tomislavgrad Au pied du mont Vran                                     | 1               |                | 179455         |       |
| Pravčeva pećina                                | 1965               | Široki Brijeg Près de la source de la rivière Lištica                 | 2               |                | 179487         |       |
| Ponor de Zalomke                               | 1965               | Nevesinje Biograd Un ponor est un élément de relief karstique.        | 0,50            |                | 179486         |       |
| Ponor de Bezdan                                | 1965               | Sur le Borovo polje et sur le mont Šator                              | 0,60            |                | 179485         |       |
| Ponor de Pejov Do                              |                    | Kalinovik Borija                                                      |                 |                |                |       |
| Ponor de Zovnuša                               |                    | Bileća Fatnica                                                        |                 |                |                |       |
| Ponor d'Obod                                   |                    | Bileća Fatnica                                                        |                 |                |                |       |
| Mahmutova jama                                 |                    | Kalinovik Jelašca Gouffre                                             |                 |                |                |       |
| Gouffre de Velika Tegara                       |                    | Kalinovik Borija                                                      |                 |                |                |       |
| Jadova jama                                    | 1965               | Maglaj Gornja Paklenica                                               | 0,10            |                | 179434         |       |
| Grkova jama                                    | 1965               | Ljubinje                                                              | 0,40            |                | 179425         |       |

### Monuments naturels paléontologiques
En 2003, la Bosnie-Herzégovine comptait 2 monuments naturels paléotonlogiques.
| Nom                        | Création/ Révision | Municipalité(s) Précision(s) | Superficie (ha) | Catégorie UICN | ID. WDPA /CDDA | Photo |
| -------------------------- | ------------------ | ---------------------------- | --------------- | -------------- | -------------- | ----- |
| Grotte de Gornje Bijambare | 1965               | Ilijaš Krivajevići           | 8               |                | 179424         |       |
| Zelena pećina              | 1965               | Ville de Mostar Blagaj       | 2               |                | 179529         |       |

### Monuments naturels botaniques (arbres et ensembles d'arbres)
En 2003, la Bosnie-Herzégovine comptait 45 monuments naturels botaniques liés à des arbres ou à des ensembles d'arbres.

### Autres
| Nom               | Statut   | Création/ Révision | Municipalités Localité | Superficie (ha) | Catégorie UICN | ID. WDPA /CDDA | Photo |
| ----------------- | -------- | ------------------ | ---------------------- | --------------- | -------------- | -------------- | ----- |
| Cascade de Jajce, | Monument | 1965               | Jajce                  | 2               |                | 179512         |       |
| Vrelo Bosne,      | Monument | 2005               | Ilidža                 | 603             | III            | 341998         |       |
| Tajan             | Monument |                    |                        | 4,948           |                |                |       |
| Grotte de Bezimen | Monument | 1965               |                        | 2               |                | 179410         |       |
| Crni Guber        | Monument | 1965               |                        | 2               |                | 179419         |       |

## Monuments naturels commémoratifs
En 2007, la Bosnie-Herzégovine comptait 7 monuments naturels « commémoratifs ».
| Nom                        | Création/ Révision | Municipalité(s) Précision(s) | Superficie (ha) | Catégorie UICN | ID. WDPA /CDDA | Photo |
| -------------------------- | ------------------ | ---------------------------- | --------------- | -------------- | -------------- | ----- |
| Grotte de Tito à Drvar     | 1965               | Drvar Josip Broz Tito        | 2               |                | 179500         |       |
| Grotte de Tito à Plahovići | 1965               | Kladanj Plahovići            | 1               |                | 179502         |       |
| Grotte de Tito à Bastasi   | 1965               | Drvar Bastasi                | 1               |                | 179501         |       |
| Grotte de Tito à Zabrđani  | 1965               | Konjic Zabrđani              | 2               |                | 179503         |       |
| Grotte de Podpola          | 1965               | Šekovići                     | 1               |                | 179484         |       |
| Gouffre de Pandurica       | 1965               | Ljubinje Pandurica           | 0,40            |                | 179435         |       |
| Gouffre de Raženi Do       | 1965               | Ljubinje                     | 0,40            |                | 179436         |       |

## Sites Ramsar
En septembre 2014, la Bosnie-Herzégovine comptait 3 sites Ramsar pour la conservation des zones humides, représentant au total 56 779 ha,.
| Nom              | Année de désignation | Municipalité(s) | Superficie (ha) | ID. Ramsar | ID. WDPA /CDDA | Photo |
| ---------------- | -------------------- | --------------- | --------------- | ---------- | -------------- | ----- |
| Bardača,         | 2007                 | Srbac           | 3 500           | 1658       | 903028         |       |
| Hutovo blato,    | 2001                 | Čapljina        | 7 411           | 1105       | 900562         |       |
| Livanjsko polje, | 2008                 | Livno           | 45 868          | 1786       | 109004         |       |

## Zones importantes pour la protection des oiseaux (ZICO)
En 2014, la Bosnie-Herzégovine comptait 4 zones importantes pour la conservation des oiseaux (en abrégé ZICO ; en anglais : IBA, pour « Important Bird Area »), couvrant en tout une superficie de 51,197 km2.
| Nom                             | Année de désignation | Municipalités | Superficie (ha) | ID.   | Photo |
| ------------------------------- | -------------------- | ------------- | --------------- | ----- | ----- |
| Bardača                         | 2000                 | Srbac         | 3 500           | BA003 |       |
| Lac de Borač                    | 2000                 | Konjic        | 0 (?)           | BA002 |       |
| Hutovo blato                    | 2011                 | Čapljina      | 7 411           | BA001 |       |
| Livanjsko polje et lac de Buško | 2011                 | Livno         | 45 858          | BA004 |       |

Sur les 280 espèces d'oiseaux répertoriées en Bosnie-Herzégovine par l'ONG BirdLife International, 15 espèces sont considérées comme en danger, vulnérables ou presque en danger : l'Oie naine (Anser erythropus), l'Aigle impérial (Aquila heliaca), l'Aigle criard (Clanga clanga), le Percnoptère (Neophron percnopterus), le Pélican frisé (Pelecanus crispus), le Puffin yelkouan (Puffinus yelkouan), la Perdrix bartavelle (Alectoris graeca), le Fuligule nyroca (Aythya nyroca), le Rollier d'Europe (Coracias garrulus), le Faucon kobez (Falco vespertinus), la Bécassine double (Gallinago media), le Gypaète barbu (Gypaetus barbatus), la Barge à queue noire (Limosa limosa), le Milan royal (Milvus milvus) et le Courlis cendré (Numenius arquata).